# Ziritza
Ziritza (en basc, cooficialment en castellà Ciriza) és un municipi de Navarra, a la comarca de Cuenca de Pamplona, dins la merindad de Pamplona. Limita al nord amb Etxauri, al sud amb Zabaltza i Etxarri i amb Gesalatz a l'oest.

## Demografia
| 1975 | 1981 | 1986 | 1991 | 1996 | 2001 | 2005 | 2006 |
| ---- | ---- | ---- | ---- | ---- | ---- | ---- | ---- |
| 62   | 53   | 53   | 57   | 52   | 64   | 81   | 101  |